# Cappello di Napoleone

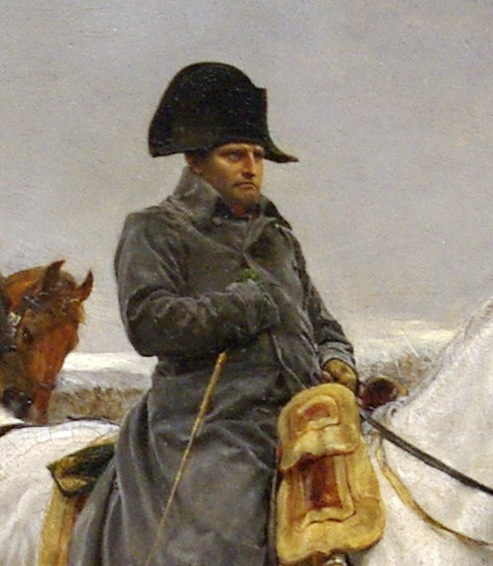
Il Petit chapeau di Napoleone rappresentato in un disegno di Ernest Meissonnier dal titolo 1814, La Campagne de France.

Il cappello di Napoleone, soprannominato il "Petit chapeau", è un copricapo che contraddistingue l'immagine di Napoleone I e che è divenuto un simbolo caratteristico della sua figura. Si tratta di un bicorno di forma semplice in feltro nero o in castoro senza galloni ad eccezioni di una coccarda, foderato di satin. Nel corso della sua carriera militare, Napoleone Bonaparte non portò sempre il cappello, ma iniziò ad indossarlo all'epoca del Consolato di modo che egli potesse essere distinto dai generali e dai marescialli al suo seguito.
Tutti i cappelli di Napoleone vennero confezionati dal cappelliere Poupard, ed ancora oggi se ne trovano diversi nei vari musei napoleonici; il più antico di quelli conservati sino a noi, portato alla battaglia di Marengo, si trova conservato al Musée de l'Armée di Parigi.

## Storia dei diversi cappelli

### Il cappello del generale in capo
Frédéric Masson indica come sia difficile precisare l'evoluzione delle forme dei differenti cappelli di Napoleone. Nel 1797 Napoleone portava il bicorno da generale bordato di un gallone d'oro con un gancio da coccarda dorato e con delle piume tricolori. Napoleone prese in quest'epoca l'abitudine di portare il suo cappello in battaglia, non più come i generali dell'epoca "in colonna", ma perpendicolare alle spalle.. La maggior parte delle incisioni di quest'epoca lo mostrano col cappello in questa posizione.

### Il cappello del primo console

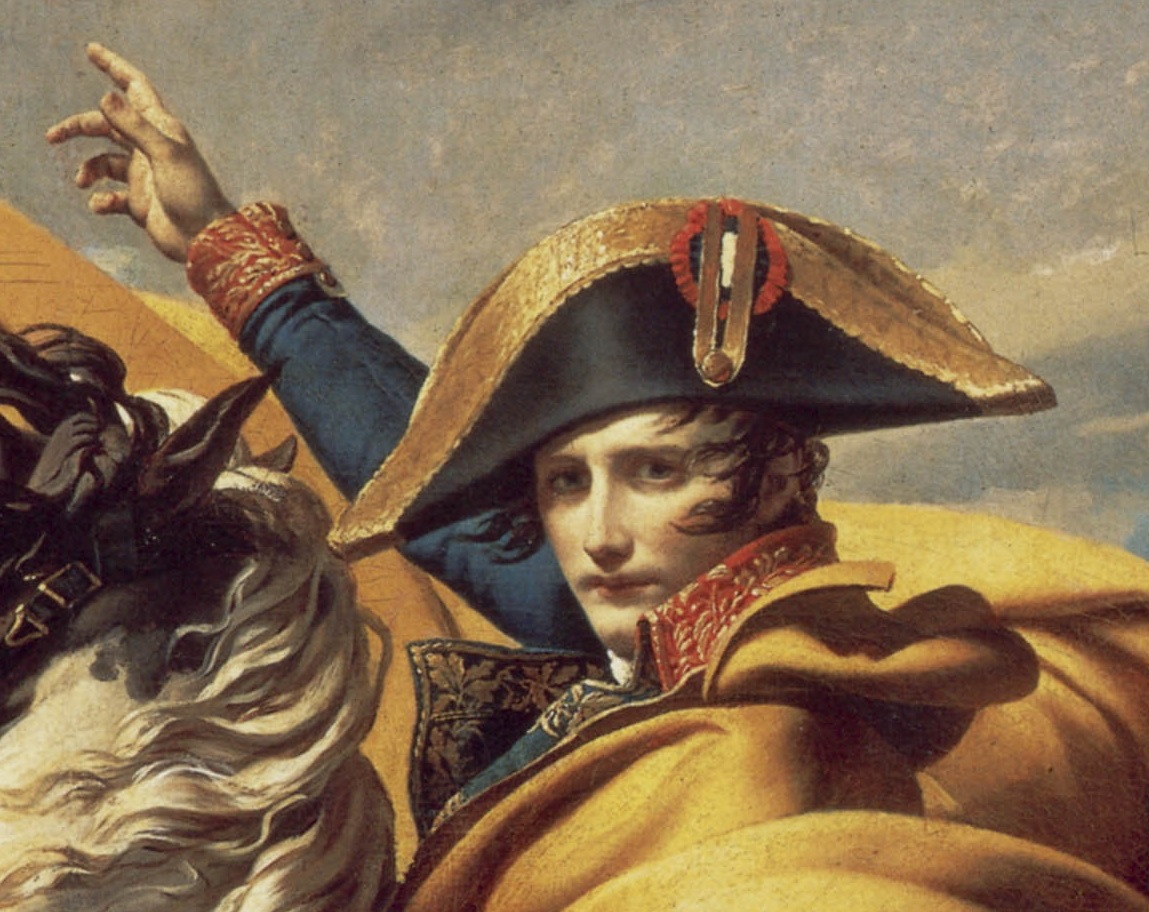
Bonaparte valica il Gran San Bernardo, dettaglio del cappello, che David dipinse partendo dall'esemplare portato da Napoleone nella battaglia di Marengo.

La forme dei copricapi di Napoleone sotto il consolato differivano da quelle dei generali d'esercito dell'epoca. Nella battaglia di Marengo, portò un cappello lungo e alto in mezzo come quello indossato nella prima campagna d'Italia. Ricamato da ghirlande di foglie di quercia su un grande gallone dorato, la coccarda era più piccola delle precedenti, e per la prima volta senza piume. Questo fu il modello dei cappelli ufficiali portati dal Bonaparte durante il periodo del Consolato. All'epoca portava anche un cappello «alla Federico II», allusione al fatto che il monarca prussiano portasse un tricorno. Questa tipologia di cappello è rappresentato da David nel ritratto equestre Bonaparte valica il Gran San Bernardo. Per la realizzazione di questo dipinto venne utilizzato il cappello indossato da Napoleone alla battaglia di Marengo.
Un altro cappello portato nelle cerimonie ufficiali all'epoca del Consolato, di forme semplici senza decorazioni né galloni venne chiamato «chapeau français». Questo venne rappresentato per la prima volta dal pittore Isabey nel suo disegno Bonaparte alla Malmaison, ma venne generalizzato nel suo uso da Napoleone a partire dal 1803. Un esemplare di questo modello è conservato al Musée de l'Armée, con dimensioni di 43 cm di lunghezza per 21 di altezza, ed al suo interno si può leggere l'iscrizione del cappelliere «Au temple du gout Poupart Md chapelier galonnier, Palais égalité n°32 Paris».

### Il «Petit chapeau» dell'Imperatore

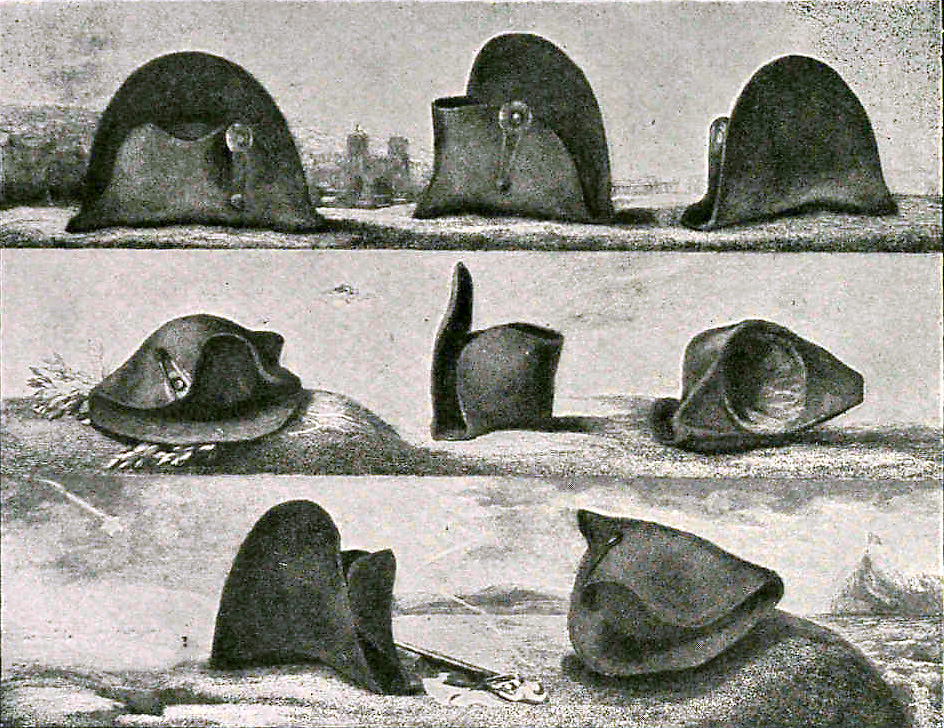
Charles de Steuben, Le otto età di Napoleone (incisione da un dipinto del 1826 del castello della Malmaison). Il disegno ripercorre tutta la vita di Napoleone (dall'alto al basso, da sinistra a destra): 1) vendemmiaio, 2) il consolato, 3) l'impero, 4) Austerlitz, 5) Wagram, 6) Mosca, 7) Waterloo, 8) Sant'Elena.

Sotto l'impero, Napoleone adottò definitivamente lo chapeau français semplice senza bordure che, assieme alla redingote grigia, divenne uno degli attributi emblematici della sua figura. Alternativamente il cappello venne abbinato all'uniforme da ufficiale dei grenadiers à pied, o quella dei chasseurs à cheval de la Garde impériale, ma in realtà il suo cappello era esclusivo e non corrispondeva a nessun corpo armato francese. 

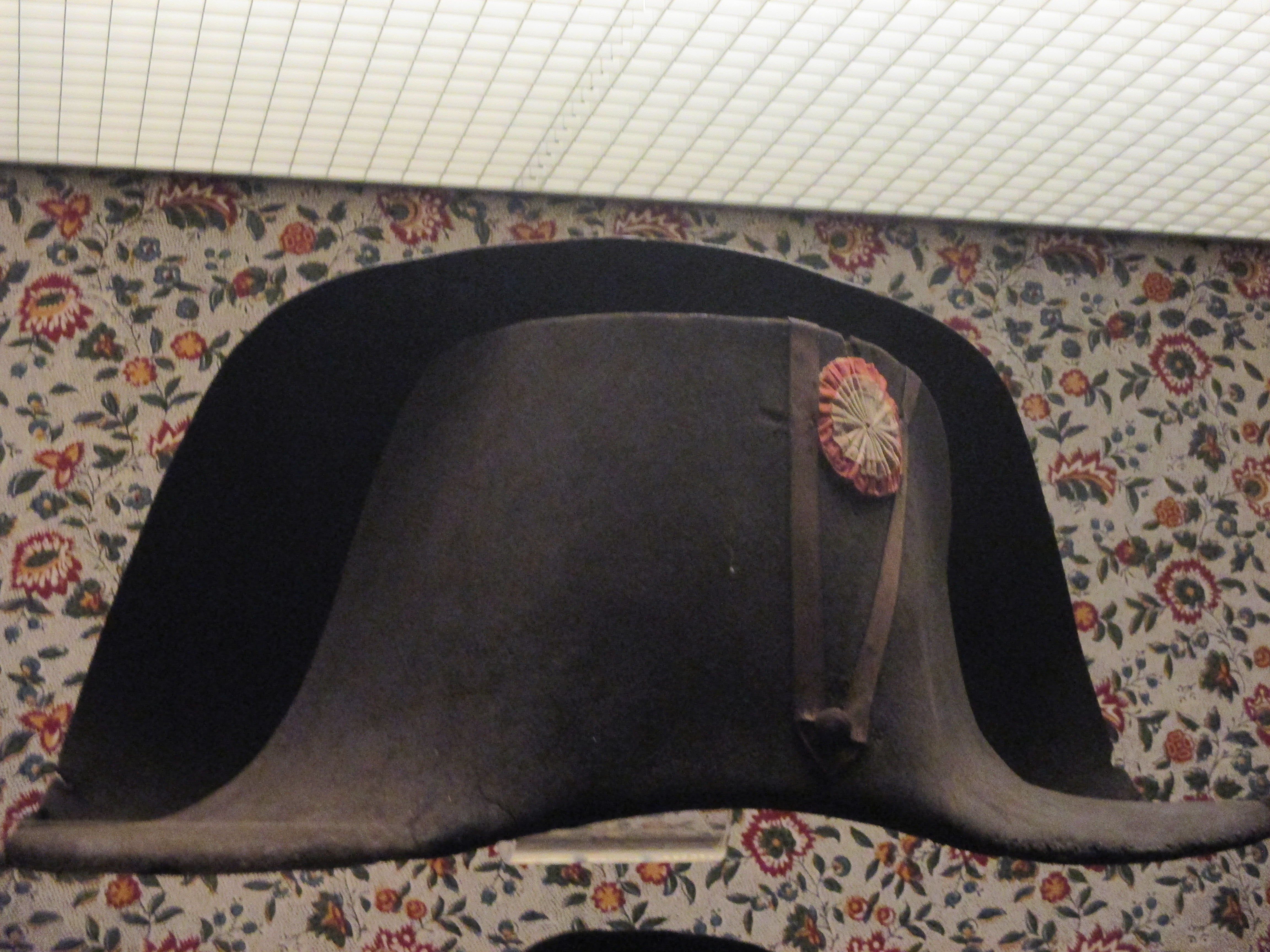
Esemplare di uno dei cappelli indossati da Napoleone, conservato al Castello di Fontainebleau.

Il prezzo del primo cappello commissionato da Napoleone fu di 48 franchi francesi, ma Poupard lo innalzò sino a 60 franchi. Il suo guardaroba comprendeva mediamente dei cappelli solidi e durevoli che dovevano essere in perfette condizioni almeno per tre anni. Napoleone aveva la testa molto sensibile e pertanto il cappello risultava per lui un accessorio fondamentale. La taglia del cappello variava da 44 a 47 centimetri di lunghezza e da 24 a 26 centimetri di altezza. In tutto Napoleone perse quasi una cinquantina di cappelli durante le battaglie a cui prese parte. Ne portò quattro nel corso del suo esilio a Sant'Elena.

## Reliquie
I cappelli di Napoleone sono divenuti nel tempo delle vere e proprie reliquie. Dal 1800 al 1812, Napoleone indossò dai 120 a 160 bicorni. Attualmente ne restano una trentina che risultano autenticati.
Il 23 aprile 1969, la casa produttrice di champagne Moët & Chandon acquisì un cappello di Napoleone per 140.000 franchi francesi. L'uomo d'affari Ben Weider ne acquisì uno per una somma ancora più elevata presso l'Hôtel Drouot di Parigi nel giugno del 1975. Quest'ultimo è esposto dal 2008 al Museo delle belle arti di Montréal. Il 16 novembre 2014, Kim Hong-Kuk, fondatore e presidente del colosso agro-alimentare Harim, ha pagato 1.884.000 euro per ottenere un bicorno di Napoleone.